# 글라이히하이트
글라이히하이트(독일어: Die Gleichheit→평등)는 독일사회민주당의 격월간 당보로, 1890년부터 1923년까지 발행되었다. 여성 당원들을 대상으로 한 여성지였으며, 오랫동안 국제 여성 사회주의 운동의 기관지 역할을 했다.